# フィフスアベニュー
有限会社フィフスアベニュー（FIFTH AVENUE Inc.）は日本のレコード会社、アニメーション制作会社。本社は東京都練馬区に所在。代表取締役の加藤長輝はティー・エヌ・ケーの創業者である。

## 概要
2003年2月にティー・エヌ・ケーの関連子会社として発足し、同社CDの企画・制作・販売事業を引き継いだ。発売タイトルは女性向けドラマCDが多い。また、イベント企画・通信販売事業も行っている。
2012年からはアニメーションの制作も行っていたが、制作進行の小宮山知治が「れんこんstudio」を設立したことに伴い、2年ほどで事業撤退している。

## アニメーション制作

### テレビアニメ
- 輪廻のラグランジェ （制作元請：XEBEC、各話制作協力、2012年）
- 輪廻のラグランジェ season2 （制作元請：XEBEC、各話制作協力、2012年）
- うぽって!! （制作元請：XEBEC、各話制作協力、2012年）
- 蒼い世界の中心で （2012年）

### OVA
- 一発必中!! デバンダー （制作元請：タツノコプロ、制作協力、2012年）

## フィフラジ
フィフラジは、フィフスアベニューホームページにて2010年6月11日から11月26日まで配信されていたインターネットラジオ番組。及びそのDJCD。
パーソナリティは井口祐一と樋口智透。第9回には代永翼がゲストとして出演した。

### コーナー
フィフスアベニュー作品紹介
奇数回配信。
配信月に発売されるドラマCD作品のあらすじを紹介し、本編の一部を試聴する。このコーナーで試聴した内容は、配信終了後も各作品ページで試聴することができる。
台詞つかみ取りゲーム
奇数回配信、DJCD収録。
リスナーから募集したシチュエーション、役柄、台詞が書かれたくじを引き、その組み合わせ通りに演じる。その際、台詞の追加や一人称の変更などが認められる。スタッフにより勝敗が決められ、敗者はエンディングの「名誉挽回タイム」で台詞以外の組み合わせを変えもう1度演じることができる。
フィフカン
偶数回配信。このコーナーのみのCDも発売されている。
雑誌『Canna』とコラボレーションするコーナー。リスナーから募集したテーマで描き下ろしたショートストーリーを、パーソナリティがラジオドラマとして演じる。また、その漫画版は『Canna』に掲載される。
| 配信回       | テーマ                             | タイトル                                     | 作者           | 掲載号    |
| ------------ | ---------------------------------- | -------------------------------------------- | -------------- | --------- |
| 2            | (書き下ろし)                       | 冗談めかして一直線〜酒は飲んでも飲まれるな〜 | ゆくえ萌葱     | Vol.3     |
| 4            | ホスト×幼稚園の先生 幼馴染         | アーバンクロス                               | 香坂あきほ     | Vol.4     |
| 6            | ぶっきらぼう受けと精神年齢大人攻め | SYNC                                         | スナエハタ     | Vol.5     |
| 8            | 甘やかす                           | わがままな温度                               | 十峰くうや     | Vol.6     |
| 10           | 告白                               | はじまりの日                                 | 如月マナミ     | Vol.7     |
| 12           | サラリーマン オフィスラブ          | closing time                                 | 亜樹良のりかず | Vol.8     |
| フィフカンCD | 腐れ縁                             | 異星人パラドックス                           | 大槻ミゥ       | Vol.10[1] |
| フィフカンCD | ギャップ                           | はるうらうらら                               | 梅松町江       | Vol.10[1] |
擬人化カップリングコーナー(勝ち抜き! 擬人化カップリング)
偶数回配信、DJCD収録。
リスナーから募集した擬人化カップリングを紹介する。
第2回では「勝ち抜き! 擬人化カップリング」という名称で、紹介したカップリングのどちらが良いか判定するコーナーだったが、第4回配信からは勝ち抜き形式をやめ、コーナー名も「擬人化カップリングコーナー」に改められた。
フィーくん便り
偶数回配信。
フィフスアベニューのマスコットキャラクターフィーくんからのお便りと称し、サイトの更新情報やキャンペーン情報を紹介する。フィーくんの声はパーソナリティが交代で演じる。
「男の娘(こ)」コーナー(「男の娘(こ)」対決)
第9回配信、DJCD収録。
リスナーから募集した台詞を井口祐一が男の娘として演じ、その萌え度を樋口智透が5段階で評価する(DJCDでのルール)。
第9回では井口祐一とゲストの代永翼が対決し、代永翼が勝利した。1回限りの企画だったが、反響が大きかったためDJCD1には1コーナーとして収録された。
樋口くんにあだ名をつけよう!
樋口智透のあだ名を募集するコーナー。
第4回で「ひーくん」に決定した。
オリジナル挨拶、オリジナルラジオネーム募集
第6回で挨拶は「フィフッス」、ラジオネームは「羊ネーム」に決定した。
ふつおたコーナー

### DJCD
「チェック! フィフラジ! キャンペーン」期間(2010年4月1日〜4月30日)中にCDを購入すると、特典として「フィフラジ・プレ盤」が付属した。これはCD単品では発売されていない。
- フィフラジ・プレ盤 - 非売品
- フィフラジDJCD1 - 2010年12月24日発売
- フィフカンCD - 2011年1月28日発売